# Arhab
Arhab (arab. ارحاب) – wieś w Syrii, w muhafazie Aleppo. W 2004 roku liczyła 110 mieszkańców.